# Anjou (miejscowość)
Anjou – gmina we Francji, w regionie Owernia-Rodan-Alpy, w departamencie Isère.
Według danych na rok 1990 gminę zamieszkiwały 744 osoby, a gęstość zaludnienia wynosiła 148 osób/km² (wśród 2880 gmin regionu Rodan-Alpy Anjou plasuje się na 948. miejscu pod względem liczby ludności, natomiast pod względem powierzchni na miejscu 1512.).